# Gian Maria Varanini
Gian Maria Varanini (geboren 2. Mai 1950 in Pisa) ist ein italienischer Mittelalterhistoriker und emeritierter Hochschullehrer.

## Laufbahn
Nach dem Besuch des Gymnasiums in Pisa und Verona studierte Gian Maria Varanini Geisteswissenschaften. Er schloss sein Studium 1972 mit der Laurea an der Universität Padua ab. Seine Abschlussarbeit über das Risorgimento befasste sich mit der politischen Karriere des aus Sizilien stammenden Patrioten Giuseppe La Masa.
Nach dem Wehrdienst unterrichtete er von 1974 bis 1976 Philosophie und Geschichte an Gymnasien. Anschließend war er bis 1988 Ricercatore für Geschichte des Mittelalters an der geisteswissenschaftlichen Fakultät (Lettere e filosofia) der Universität Padua.
Von 1988 bis 2002 lehrte er Geschichte des Mittelalters an der Universität Trient, ab 1997 als ordentlicher Professor, sowie zwischenzeitlich auch Paläografie und Diplomatik (1989–1992) und Mittelalterarchäologie (1998–2001). Von 2002 bis zu seiner Emeritierung 2023 lehrte Varanini Geschichte des Mittelalters an der Universität Verona.
Er gehörte zahlreichen Doktorats-Prüfungskommissionen an mehreren italienischen Universitäten sowie der Sorbonne in Paris an. Gian Maria Varanini ist Direktor für den Bereich Mittelalter des Dizionario biografico degli Italiani und Mitglied des Istituto Veneto di Scienze, Lettere ed Arti, der Deputazione di Storia Patria per le Venezie, der Accademia di agricoltura scienze e lettere di Verona sowie korrespondierendes Mitglied der Accademia Roveretana degli Agiati sowie der Accademia dei Concordi.
In seinem Arbeitsbereich ist Gian Maria Varanini insbesondere in den Teildisziplinen politische Geschichte, Sozial- und Wirtschaftsgeschichte sowie Kirchengeschichte tätig. Seine Arbeiten konzentrierten sich dabei vor allem zu Beginn seiner wissenschaftlichen Tätigkeit auf die Region Venetien. Er ist außerdem Leiter mehrerer wissenschaftlicher Projekte.

## Publikationen
Gian Maria Varanini ist Autor von über 600 Beiträgen, die sowohl national als auch international veröffentlicht wurden. Im deutschsprachigen Raum wurden Arbeiten von ihm beim Max-Planck-Institut für Geschichte und im Universitätsverlag Wagner in Innsbruck publiziert.